# 魯路修·蘭佩洛基
魯路修·蘭佩洛基（ルルーシュ・ランペルージ，Lelouch Lamperouge）是日本動畫《Code Geass 反叛的魯路修》中的主角。原為神聖不列顛尼亞帝國第十七位繼承人、第十一皇子「魯路修·Vi·不列顛尼亞（ルルーシュ・ヴィ・ブリタニア）」，但為了替妹妹娜娜莉創造幸福的世界以及替母親報仇而自願化身為魔王，對他的無情祖國展開一連串的報復，而在他漫長的復仇之路上，逐步從一個自私者成長為無私者，為了世界和平而自願犧牲，斬斷復仇的連鎖
在剧情版时间线、C.C.将他救下，在驗證妹妹娜娜莉的成長與確信她不再需要自己的照顧，最後離開並選擇與心愛的女人C.C.共度永生。

## 劇情

### 反叛的魯路修
年幼時（皇曆2009年，即魯路修9歲時），母親瑪莉安娜在刺殺事件中死去，妹妹娜娜莉也因此失去視力及行走能力，終身要坐著輪椅過活。此後與娜娜莉作為人質被送往日本。
在日期間，兩人與樞木家的樞木朱雀相識，起初關係不怎麼好，但逐漸成為了魯路修的知心好友。然而，在日本期間的快樂日子，卻被帝國入侵日本而破壞，魯路修因此事對不列顛尼亞產生了憎惡和復仇的心，於是捨棄自己的姓氏，立下決心要將帝國破壞，以為其妹建立一個幸福的世界及為其母復仇。
戰後在阿什弗德家族的庇護下，在阿什弗德學園與娜娜莉一起生活，並入學阿什弗德學園，擔任學生會副會長。擁有絕佳的頭腦，不過平時並不認真上課，以遊戲（特別是西洋棋）最為擅長，特別是使用「國王」這棋子，劇中也把這棋子作為他的象徵。常以最擅長的西洋棋，和利瓦爾出去參與賭錢的活動。
在皇曆2017年，因日本反抗軍奪取軍方機密物體的事件，意外被捲入其中，在面臨被帝國軍槍斃的生死邊緣時，獲得神秘少女C.C.的幫助而得到「王之力」Geass，靠此能力脫離了險境。以此力量為契機，他終於能將粉碎不列顛尼亞帝國的計畫付諸實行，之後以Zero（意為「虛無」）作為名稱，並以假面與斗篷來掩護身分，以反抗軍的一員出現在帝國與反抗軍成員面前。戰鬥時主要以Geass為中心的戰略作戰。一貫主張「結果優於一切」、「王不前進，部下怎麼會跟上」，但在遇上朱雀等人時經常會遭遇失敗的結果。
駕駛特殊塗裝的專用無賴遇到蘭斯洛特時，幾乎每次都會被痛毆一頓。在STAGE 17運用電腦分析出蘭斯洛特駕駛員的操作模式，指揮藤堂、四聖劍與卡蓮擊退了蘭斯洛特的攻擊。之後所駕駛的Knightmare為從二皇子修奈傑爾那所搶過來的加文。
行政特區日本建立時，Geass陷入失控狀態，無法關閉。由此造成非常嚴重的後果，親手殺死被失控的Geass影響的皇妹尤菲米亞，雖然順利達成其建國的目標，但是精神上受到的打擊也非常大。
在黑色叛亂中，為了救出被人劫走的妹妹，與C.C.駕駛專用機加文率先脫離戰場，Zero的身份被朱雀及卡蓮所知悉，最後在神根島遺蹟和朱雀對決。魯路修被朱雀制服，並被押到其父不列顛尼亞皇帝面前，被皇帝施以Geass篡改了一切記憶及封印了Geass能力。而在東京攻略戰中，黑色騎士團因為首領Zero的離開而最終戰敗。

### 亡國的阿基德
被篡改記憶後，以神聖不列顛帝國軍師朱利亞斯·金斯利的身份跟朱雀一起前往歐洲不列顛。持有皇帝授予的皇家權杖作為皇帝代表，權力架空在所有貴族之上，左眼帶着眼罩，總是要水，對自己的能力十分有自信。
攻陷歐洲第一步計劃虛構出「方舟船團」的恐佈組織宣傳的行動令歐洲（E.U.方）一時民怨四起，本來帝國期望以其能力一舉壓制E.U.所有戰場，因其在放送「方舟船團」片段的言行和衣著與被朱雀隸捕的11區恐怖份子Zero如出一撤，加上能乘搭皇室御用火車、持有皇家權杖、被皇帝名下的圓桌騎士親自護衛等特殊對待，卻一直寂寂無名，所以被真推斷出他是擁有十一皇子的身份（精神錯亂的情況下喊出「娜娜莉」）、卻犯下叛國罪而被下達Geass封鎖記憶的Zero，以及被惡意引導下陷入記憶錯亂狀態。最後跟朱雀一同被發動政變的夏英格囚禁。在夏英格戰敗身亡後，和朱雀一起被以羅洛為首的Geass嚮團救出。

### 反叛的魯路修 R2
在第二季開頭，一年間，魯路修平靜地與弟弟羅洛·蘭佩洛基生活在阿什弗德學園。魯路修重新與C.C.相遇之後，Geass封印被解除，魯路修也恢復記憶。
而Geass能力恢復到封印之前的狀態，依然失控，無法關閉，為了防止尤菲米亞的悲劇再次發生，C.C.給了魯路修特製的隱形眼鏡來應對失控的Geass能力。
其後救出原黑色騎士團幹部，對妹妹娜娜莉作為新11區總督的座艦發動奇襲作戰。之後與11區官方達成協議，流放於中華聯邦，救出天子使得超合眾國的成立成為可能。
夏麗被羅洛使用Geass所殺之後，她的死是讓魯路修性格大變的原因。憤而率領黑色騎士團的零番隊對Geass教團進行血洗。雖然與父親查爾斯的第一次對決以失敗告終，不過也破壞了阿卡夏系統的機能。第二次東京決戰的核爆之時，被羅洛和被Geass控制的基爾福特等人捨命救走。被修奈傑爾向黑色騎士團揭露本來身份之後，脫離黑色騎士團獨立行動，並到神根島Geass遺蹟與父親進行第二次對決。母親瑪莉安娜皇妃主動現身及告知真相，知道妹妹失明及父親送走兄妹兩人的原因皆是遠離V.V.的威脅。
於Geass遺蹟──思考升降梯系統中，發現自己及娜娜莉被父母自私的理想所遺棄，及為阻止雙親追求過去、斷絕未來的理想，而殺死雙親，並毀滅思考升降梯系統及阿卡夏之劍系統。Geass亦進化為雙眼Geass。一個月後，以查爾斯皇帝的名義招集各皇室貴族到帝都Pendragon，並當眾自行宣布就任為不列顛尼亞帝國第99代皇帝。對於反對其就任的皇室貴族，使用了大規模群體性Geass予以操控。大部分皇室貴族因為Geass而支持新任皇帝魯路修。修奈傑爾、柯內莉亞及大部分圓桌騎士成為舊皇帝派，並推舉娜娜莉為名義上的領導者。自此，不列顛尼亞帝國分為兩派。
魯路修弒父篡位後，將所有查爾斯的畫像、雕像與歷代皇帝陵墓全部摧毀，也暗中摧毀大部分Geass遺蹟，解除貴族制度及「Number區」，並將所有的不列顛尼亞士兵全以Geass洗腦，變成不怕死且絕對效忠的戰士。
魯路修最後用Geass控制了修奈傑爾，用達摩克里斯和愛之女神稱霸世界。但這全都是「零之鎮魂曲」預定的情節——讓民眾的仇恨集中在魯路修身上，讓朱雀戴上Zero的假面刺殺他。其目的是斬斷仇恨的鏈鎖，解放自己以絕對武力統治下的世界。一來平息民憤，二來增加ZERO的名聲，以自己的死亡確立ZERO後來的地位，使世界得以迎向明天。魯路修在死時說道「我毀滅了世界，又創造了世界」。
對於魯路修是否真的死亡，在《復活的魯魯修》上映之前有相當大的爭議性。而網上曾傳出疑似官方內部上載的真正結局影片，影片末節那顯示駕駛馬車的人與魯路修非常相似。而且片末C.C.在馬車上自言自語的提及過魯路修。在過往片段中顯示，C.C.不會無緣故的向不存在之人對話（如魯路修之母瑪莉安娜，因她在死前發動GEASS，所以C.C.能與她進行感應），多種因素令人不得不懷疑魯路修根本還未死亡，開放性的結局令觀眾有許多想像空間。
直到2017年製作中的《復活的魯魯修》公佈後且於2019年上映後，魯魯修是否死亡的議題逐漸解惑。

### 復活的魯路修
於2019年2月上映的劇場版《Code Geass 復活的魯路修》再度登場。
於民眾的仇恨壓迫中，魯路修在「Zero鎮魂曲」事件上遭遇史詩式遇刺事件，被眾人認定已經死亡。一年後，WHA名譽顧問娜娜莉·Vi·不列顛尼亞到訪難民營時遭到神秘的KMF襲擊與一同護衛的Zero(朱雀)一起被抓了。
而C.C.在這2年期間不斷遊歷世界各地，尋找關於Code系統的古代遺跡，其目的是找到一個健全的遺跡，但事實上大部份古代遺跡已因魯路修命令下幾乎被毀壞殆盡，C.C.為了讓擁有不完全Code的魯路修復活，帶著空有肉身卻失去靈魂的魯路修經歷各種生死難關，因緣際會下巧遇卡蓮一行人，抵達了Geass分支教團的備用遺跡，成功將魯路修復活，並與齊爾茨斯庫蒙王國展開一場決定世界命運的大戰，成功救出娜娜莉。
最後魯魯修明白娜娜莉可以獨立生活後對其告別，追上了不告而別的C.C.後，對C.C.告白並捨棄自己的名字，自稱L.L.，決定與C.C.共度永生，不再分開，並到世界各地秘密回收Geass碎片。兩人至此之後下落不明，本系列作至此畫下了完美的句點。

### 奪回的Rozé
以L.L名義給予外甥女(同父異母的長姊雪麗的女兒)皇朔夜Geass。